# Seo Young-hee
Seo Young-hee (Hangul:서영희; nascida a 13 de junho de 1979) é uma atriz sul coreana. Conhecida por participar no filme Chugyeogja em 2008, foi premiada no filme de terror sul coreano Bedevilled em 2010. A atriz casou-se em maio de 2011. Estudou na Universidade Dongguk e no Departamento de teatro em Seul.